# 一方井克哉
一方井 克哉（いっかたい かつや、1965年1月10日 - ）は、日本の外交官。

## 略歴
東京大学法学部（第三類）卒業
- 1988年 外務省入省[2]、フランス語研修[3]
- 1991年 在セネガル日本国大使館[2]
- 2003年 在ベルギー日本国大使館[2]
- 2007年 在タイ日本国大使館[2]
- 2009年 大臣官房 兼内閣事務官 内閣官房内閣参事官（内閣官房副長官補付）[2]
- 2010年 領事局海外邦人安全課長[2]
- 2012年 経済産業省貿易経済協力局貿易管理部貿易審査課長[2]
- 2014年 （独）高齢・障害・求職者雇用支援機構 雇用開発推進部次長[2]
- 2016年 在スイス日本国大使館 公使[2]
- 2019年10月 東京都外務長[2]
- 2021年11月 コートジボワール国駐箚特命全権大使、トーゴ国駐箚兼務[2]
- 2022年1月 ニジェール国駐箚兼務[2]

## 同期
- 青木豊（23年アルメニア大使）
- 赤松武（22年国際民間航空機関代表部大使）
- 岩﨑一郎（09年一橋大学経済研究所教授）
- 内川昭彦（23年モントリオール総領事）
- 宇山秀樹（22年デンマーク大使・20年欧州局長）
- 岡田健一（21年香港総領事）
- 小野啓一（24年インド兼ブータン大使、22年外務審議官（経済担当）・22年外務省経済局長・20年地球規模課題審議官）
- 小野日子（24年ハンガリー大使・22年外務報道官・21年外務省経済局長・内閣広報官）
- 海部篤（23年ウィーン代表部大使・21年軍縮不拡散・科学部長・20年儀典長）
- 小泉勉（24年ラオス大使、22年中華人民共和国大使館特命全権公使、20年外務省研修所長）
- 小林賢一（24年・特命全権大使（国際貿易・経済担当）・21年ラオス大使）
- 佐々山拓也（24年ウガンダ大使・20年トロント総領事）
- 鈴木光太郎（22年ボストン総領事・20年イラク大使）
- 髙杉優弘（21年コロンビア大使）
- 達増拓也（07年岩手県知事）
- 堤尚広（24年特命全権大使（人権担当兼国際平和貢献担当）・20年南スーダン大使）
- 林禎二（21年ブラジル大使・20年中南米局長）
- 平野隆一（24年人事院事務総局審議官・21年在ロシア大使館 特命全権公使・20年内閣官房国際テロ情報集約室次長・16年ユジノサハリンスク総領事）
- 船越健裕（25年外務事務次官・23年外務審議官（政務担当）・20年アジア大洋州局長）
- 松本太（22年イラク大使・19年ニューヨーク領事）
- 柳淳（23年シカゴ総領事・21年内閣審議官兼内閣情報調査室次長兼国際テロ情報集約室次長、18年在オーストリア大使館 公使）